# Peugeot Type 62 e 72
Le Type 62 e 72 erano due autovetture di fascia alta prodotte tra il 1904 ed il 1905 dalla Casa automobilistica francese Peugeot.

## Profilo
Erano due vetture classificate come familiari, ma che di fatto rivestivano un ruolo da vetture di fascia alta in attesa del lancio delle vere ammiraglie, le Type 80 e 85 del 1906.
La prima ad essere immessa in produzione fu la Type 62, una torpedo lunga 3.45 m (misure che all'epoca appartenevano a vetture di fascia alta e medio-alta) e larga 1.62.
La Type 62 andò a sostituire le tre precedenti ammiraglie, vale a dire le Type 42, 43 e 44, dalle quali ereditò il propulsore, un 4 cilindri da 3635 cm³ in grado di spingere la vettura ad una velocità massima di 60 km/h. La Type 62 fu prodotta solo nel 1904 in 96 esemplari.
Le subentrò nel 1905 la Type 72, più grande e spaziosa (4 metri di lunghezza), ma leggermente più stretta (1.58 metri). Montava lo stesso propulsore da 3.6 litri, ma leggermente rivisto in modo da poter spingere la vettura a 75 km/h di velocità massima. Fu prodotta solo nel 1905 in 138 esemplari.